# Judith Sargent Murray
Judith Sargent, coniugata Stevens e, in seconde nozze, Murray (Gloucester, 1º maggio 1751 – Natchez, 9 giugno 1820) è stata una scrittrice, poetessa e drammaturga statunitense. Scrittrice protofemminista e sostenitrice dell'uguaglianza di genere, è nota soprattutto come autrice del saggio Sull'eguaglianza dei sessi (On the Equality of the Sexes).

## Biografia
Judith Sargent nacque in Massachusetts nel 1751, prima degli otto figli dei facoltosi mercanti Winthrop Sargent e Judith Saunders. Nei primi anni 1770 la famiglia Sargent si convertì all'universalismo e contribuì alla creazione della prima chiesa universalista degli Stati Uniti. In quanto donna, Judith non ricevette la stessa educazione dei fratelli e si formò prevalentemente come autodidatta.
A cavallo tra la fine del XVIII secolo e l'inizio del XIX secolo, scrisse e pubblicò oltre un centinaio di saggi, diverse poesie, alcune commedie teatrali e un ricco epistolario composto da oltre duemilacinquecento lettere. La sua fama è legata soprattutto al saggio On the Equality of the Sexes, scritto nel 1779 e pubblicato in due parti nel 1790 su due diversi numeri del Massachusetts Magazine; due anni dopo Mary Wollstonecraft avrebbe pubblicato la Rivendicazione dei diritti della donna. Nel saggio, Sargent rivendica l'uguaglianza tra i generi, rifiutando l'idea che le donne siano meno intelligenti degli uomini e promuovendo l'istruzione femminile.
Fu sposata con il mercante John Stevens dal 1769 al 1786; due anni dopo essere rimasta vedova si risposò con il reverendo John Murray, con cui si trasferì a Boston ed ebbe due figli. Judith Sargent Murray morì a Natchez nel 1820 all'età di 69 anni, cinque anni dopo essere rimasta vedova per la seconda volta.